# Joan Enric Vives Sicília
Joan Enric Vives i Sicília (n. 24 iulie 1949, Barcelona, Catalonia, Spania) este un cleric catolic spaniol, din data de 12 mai 2003 episcop de Urgell. În această calitate este coprincipe al Andorrei, împreună cu președintele Franței.